# Philotheria ceryx
Philotheria ceryx är en insektsart som beskrevs av Ronald Gordon Fennah 1961. Philotheria ceryx ingår i släktet Philotheria och familjen Dictyopharidae. Inga underarter finns listade i Catalogue of Life.